# Big Money!
Big Money! es un videojuego de rompecabezas creado por PopCap Games.

## Jugabilidad
El juego se desarrolla en una cuadrícula llena de monedas de colores. Hay cinco colores de monedas: rojo, azul, amarillo, verde y morado. Las monedas moradas solo aparecen en el modo rompecabezas. ¡Como en Collapse! y SameGame, el jugador debe hacer clic en grupos de tres o más (en el modo de rompecabezas, dos o más) monedas del mismo color para hacerlas desaparecer. En el lateral de la pantalla está el "Contador de dinero". Se aumenta al quitar las monedas del tablero, y una vez que se llena, una bolsa de dinero caerá en el campo de juego. Se recolecta si se quitan las monedas que hay debajo (en el modo rompecabezas, se recolecta cuando se deja caer al fondo). Cuando el jugador recolecta la cantidad requerida de bolsas de dinero, comenzará el siguiente nivel.
El juego tiene dos modos principales. En el "Modo de acción", las monedas suben constantemente, mientras que en el "Modo de estrategia", las monedas solo subirán cuando el jugador despeje un grupo. Solo en la versión completa, también hay un "Modo Puzzle", en el que el jugador debe borrar una determinada disposición de monedas.